# Ruta Estatal de Alabama 49
La Ruta Estatal de Alabama 49, y abreviada SR 49 (en inglés: Alabama State Route 49) es una carretera estatal estadounidense ubicada en el estado de Alabama cruza los condados de Macon, Tallapoosa, Clay y Cleburne. La carretera inicia en el Sur desde la I-85 en Franklin sigue en sentido Norte hasta finalizar en la AL 281  en el Mount Cheaha. La carretera tiene una longitud de 105 km (65 mi).

## Mantenimiento
Al igual que las autopistas interestatales, y las rutas federales y el resto de carreteras estatales, la Ruta Estatal de Alabama 49 es administrada y mantenida por el Departamento de Transporte de Alabama por sus siglas en inglés ALDOT.

## Cruces
La Ruta Estatal de Alabama 49 es atravesada principalmente por los siguientes cruces:
- AL 14     en Tallassee
- US 280 en Dadeville
- AL 22     en New Site
- AL 77     en Mellow Valley
- AL 9     en Lineville